# IC 4239
IC 4239 ist eine linsenförmige Galaxie vom Hubble-Typ SB0/a im Sternbild Jagdhunde am Nordsternhimmel. Sie ist schätzungsweise 649 Millionen Lichtjahre von der Milchstraße entfernt und hat einen Durchmesser von etwa 155.000 Lj.

Im selben Himmelsareal befinden sich die Galaxien NGC 5131, IC 4238, IC 4240, IC 4242.
Die Typ-Ia-Supernova SN 2006cq wurde hier beobachtet.
Das Objekt wurde am 30. Juni 1896 vom französischen Astronomen Stéphane Javelle entdeckt.